# Val-d'Auge
Val-d'Auge é uma comuna francesa na região administrativa da Nova Aquitânia, no departamento de Charente. Estende-se por uma área de 44.52 km². Em 2010 a comuna tinha 826 habitantes (densidade: 18,6 hab./km²).
Foi criada em 1 de janeiro de 2019, a partir da fusão das antigas comunas de Auge-Saint-Médard (sede da comuna), Anville, Bonneville e Montigné.